# Yusuf II. (Granada)
Yusuf II., mit vollem Namen Abu l-Haddschadsch Yusuf ath-thani ibn Muhammad al-chamis / أبو الحجاج يوسف الثاني بن محمد الخامس / Abū l-Ḥaǧǧāǧ Yūsuf aṯ-ṯānī b. Muḥammad al-ḫāmis, (um 1356 in Granada – 5. Oktober 1392 ebenda) war der elfte nasridische Emir von Granada.
Er war der Sohn von Muhammad V., dessen Nachfolger als Emir er nach dessen Tod 1391 wurde. Um zu verhindern, dass ihm der Thron streitig gemacht wurde, ließ er bei seiner Thronbesteigung seine drei Brüder verhaften und ermorden.
Seine kurze Herrschaft ist geprägt von der Abhängigkeit von den Meriniden.
In seiner Regentschaft agierte Yusuf II. als friedliebender Monarch, der den Künsten und den Wissenschaften zugeneigt war.
Trotz seiner Vorsichtsmaßnahmen gegen eine Palastrevolte wurde er von Vertrauten und Höflingen gestürzt, in Kerkerhaft genommen und schließlich vergiftet. Sein Sohn Muhammad VII. wurde sein Nachfolger.